# Macrothemis extensa
Macrothemis extensa – gatunek ważki z rodziny ważkowatych (Libellulidae). Występuje na terenie Ameryki Południowej.